# Vir clarissimus
Vir clarissimus (del latín, superlativo de clarus: "esclarecido", "famoso", literalmente "hombre famosísimo" u "hombre excelentísimo") fue un título honorífico romano, usualmente, la escala más baja de la carrera senatorial durante el Imperio romano.

## Sistema de rangos
El origen de este y otros títulos similares no está del todo claro, aunque presumiblemente se originaron como clasificaciones de contribución monetaria, como indican otros títulos de menor rango del estatus ecuestre en función del grado de pago: ('viri sexagenarii de 60 000 sestercios por año, centenariide 100 000 o ducenarii de 200 000. El título eminentissimus (del griego exochôtatos, 'eminentísimo') estaba reservado para los ecuestres que habían sido prefectos del pretorio. Los oficiales ecuestres superiores en general eran perfectissimi, 'los más distinguidos' (en griego diasêmotatoi), los demás eran simplemente egregii, 'sobresalientes' (en griego 'kratistos').
Durante el período imperial, vir clarissimus representaba el título honorario genérico de los senadores, como asignación de estatus. Clarissimus (en griego lamprotatos) se usaba para designar la dignitas de ciertos senadores y su familia inmediata, incluidas las mujeres. Los senadores más sobresalientes y los funcionarios senatoriales en cargos superiores obtuvieron títulos adicionales: Por encima del simple vir clarissimus estaba el vir spectabilis y el vir illustris. 
En el período imperial tardío los viri illustres se dividieron aún más en illustres, illustres magnificentissimi y illustres gloriosissimi, sobre los cuales, los miembros de la familia imperial se mantuvieron como nobilissimi. Desde Constantino el Grande el título vir clarissimus fue hereditario en contraste con los rangos más altos. Desde Constancio II, los miembros del Senado romano oriental en Constantinopla, que inicialmente habían sido solo viri clari, también tuvieron este título. En general, los títulos más importantes se agregaban, por lo que a un senador que era vir illustris se le llamaba vir clarissimus et illustris.
A veces, como en el caso de Astirio (fl. 427-449), político y general del Imperio romano, que gobernó Hispania y luego llegaría a convertirse en cónsul, como hijo de senador, continuó refiriéndose a su rango de vir clarissimus incluso después de ser elevado a rangos más importantes, para subrayar el hecho de haber nacido en una familia aristocrática.

## Después del Imperio romano
Después del final del Imperio romano, el título de vir clarissimus en el Occidente latino no simplemente desapareció, sino que durante el Renacimiento, el título volvió a estar de moda como título honorífico para hombres prominentes y ha llegado hasta nuestros días para referirse a los eruditos como viri clarissimi, así como el título superior de vir spectabilis para designar a los decanos de las facultades.